# تیم ملی بسکتبال جمهوری چک
تیم ملی بسکتبال جمهوری چک ، نماینده جمهوری چک در مسابقات بین‌المللی بسکتبال است . این تیم توسط فدراسیون بسکتبال چک اداره می شود.

## تاریخچه
در سال ۱۹۹۳، تیم ملی جمهوری چک پس از تجزیه چکسلواکی و تیم ملی آن رسماً تاسیس شد.